# رابرت آزبورن
رابرت آزبورن (انگلیسی: Robert Osborne؛ ۳ مهٔ ۱۹۳۲ – ۶ مارس ۲۰۱۷) هنرپیشه و نویسنده اهل ایالات متحده آمریکا بود.

## زندگی شخصی
آزبورن در اواخر دهه ۱۹۸۰ به شهر نیویورک نقل مکان کرد. در طول زندگی او، جزئیات کمی از زندگی شخصی او گزارش شد، اما پس از مرگش تایید شد که او به مدت ۲۰ سال با دیوید استالر ، تهیه کننده و کارگردان تئاتر شهر نیویورک رابطه داشته است.